# Куликов, Владимир Леонидович
Влади́мир Леони́дович Кулико́в (род. 21 октября 1943, Москва) — советский и российский дипломат.

## Биография
Окончил Московский медицинский стоматологический институт им. Н.А.Семашко (1966) и Дипломатическую академию МИД СССР (1983). Кандидат медицинских наук. Владеет испанским и английским языками. На дипломатической работе с 1983 года.
- В 1983—1988 годах — 1-й секретарь Посольства СССР в Мексике, затем советник по культуре на Кубе.
- В 1992—1997 годах — советник-посланник Посольства России в Боливии.
- В 1997—1999 годах —  начальник отдела Департамента по связям с субъектами Федерации, парламентом и общественно-политическими организациями МИД России.
- С ноября 1999 по июль 2003 года — заместитель директора Департамента по связям с субъектами Федерации, парламентом и общественно-политическими организациями МИД России.
- С 11 июля 2003 по 23 апреля 2008 года — чрезвычайный и полномочный посол России в Боливии[1][2].
- В 2008—2013 годах —  генеральный директор представительства Gazprom International в Боливии.

## Дипломатический ранг
- Чрезвычайный и полномочный посланник 2 класса (10 ноября 1995)[3].

## Награды
- Большой крест ордена Андского орла (Боливия, 2008)[4]